# Piecki (gmina)
Piecki est une gmina rurale du powiat de Mrągowo, Varmie-Mazurie, dans le nord de la Pologne. Son siège est le village de Piecki, qui se situe environ 14 km au sud de Mrągowo et 56 km à l'est de la capitale régionale Olsztyn.
La gmina couvre une superficie de 314,59 km2 pour une population de 7 769 habitants.

## Géographie
La gmina inclut les villages de Babięta, Bobrówko, Brejdyny, Chostka, Cierzpięty, Czaszkowo, Dłużec, Dobry Lasek, Gajne, Gant, Głogno, Goleń, Jakubowo, Jeleń, Kołowinek, Krawno, Krutyń, Krutyński Piecek, Krzywy Róg, Ławny Lasek, Łętowo, Lipowo, Machary, Mojtyny, Mostek, Nawiady, Nowe Kiełbonki, Nowy Zyzdrój, Ostrów Pieckowski, Piecki, Piersławek, Pilnik, Probark Mały, Prusinowo, Rosocha, Rostek, Rutkowo, Stare Kiełbonki, Świnie Oko, Szklarnia, Wólka Prusinowska, Żabieniec, Zakręt, Zgon, Zielony Lasek, Zyzdrojowa Wola et Zyzdrojowy Piecek.
La gmina borde les gminy de Dźwierzuty, Mikołajki, Mrągowo, Ruciane-Nida, Sorkwity et Świętajno.